# Becco di Bunsen
Il becco di Bunsen è un bruciatore a gas usato nei laboratori di chimica.
Prende il nome da Robert Wilhelm Bunsen, il chimico e fisico tedesco al quale è erroneamente attribuita l'invenzione, legata invece al suo assistente di laboratorio Peter Desaga (1812–1879) che perfezionò un precedente progetto di Michael Faraday.

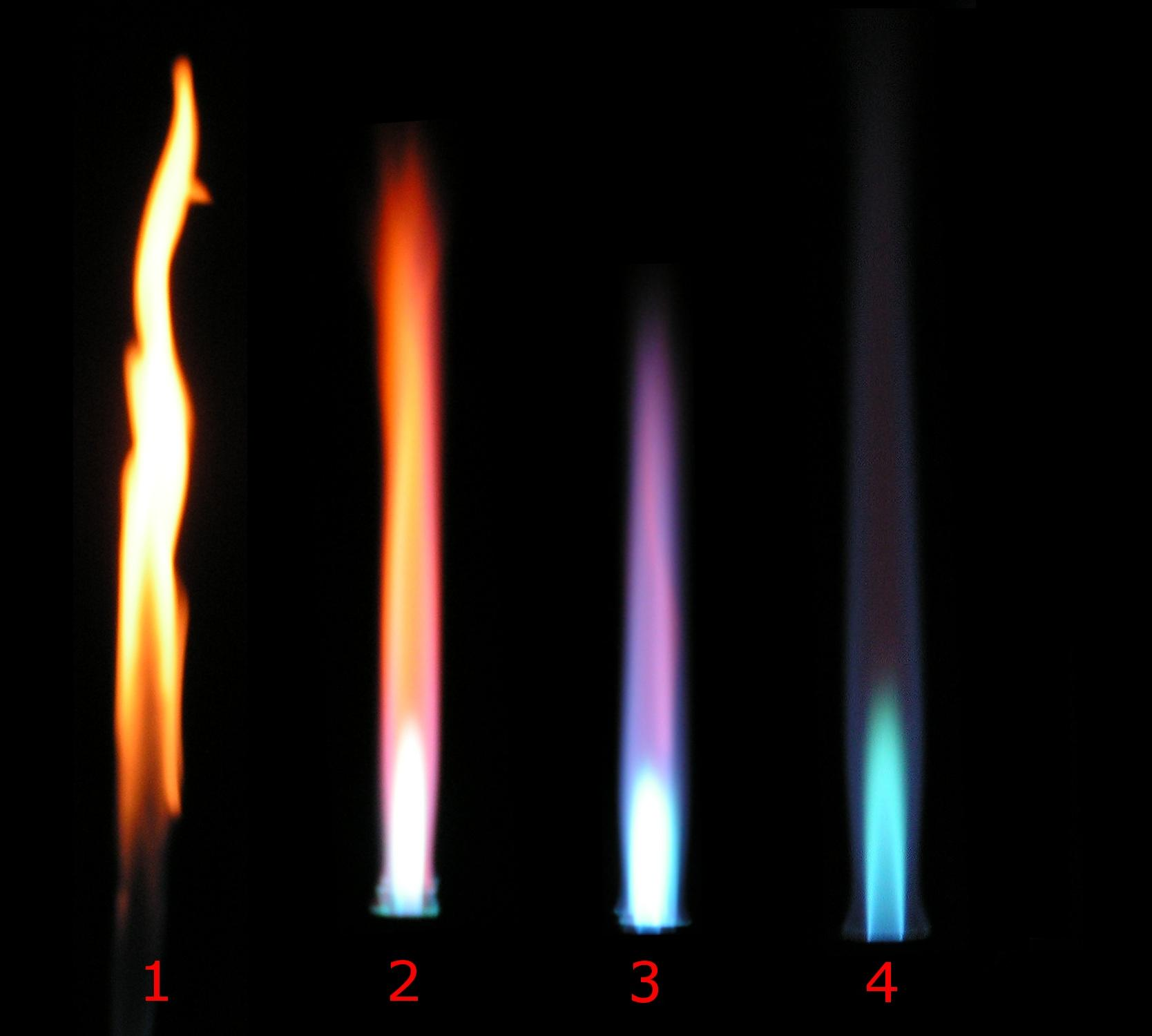
La fiamma del becco di Bunsen nelle varie condizioni
da riducente (1) a ossidante (4) in funzione della posizione del manicotto

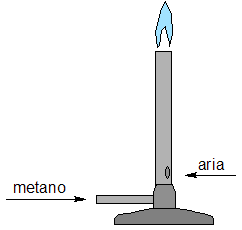
Schema di funzionamento

Il becco di Bunsen brucia un flusso continuo di gas senza rischio che la fiamma abbia un ritorno nel tubo e giunga fino alla fonte di alimentazione del gas, che può essere la rete pubblica oppure una bombola. In genere il bruciatore usa gas naturale (sostanzialmente metano con piccole quantità di propano e butano) o, in alternativa, gas di petrolio liquefatto (propano, butano o una miscela dei due).
Il becco di Bunsen è composto da uno zoccolo con il tubo da cui giunge il combustibile gassoso, che presenta all'estremità finale un beccuccio, e da un tubo verticale, all'imboccatura del quale viene acceso il gas.
Il tubo verticale è forato in due punti per l'accesso dell'aria ed è ricoperto da un manicotto, anch'esso munito di due buchi: ruotando il manicotto si può regolare quanto i suoi buchi coincidano con quelli del tubo. In questo modo è possibile avere una maggiore o minore quantità di aria aspirata per effetto Venturi e quindi ottenere una fiamma di diversa natura,
ossidante (colore blu/trasparente) o riducente (colore arancio, usata anche per rendere visibile la fiamma libera quando non si usa l'apparecchio). La portata del gas è regolata invece da un'apposita valvola regolabile posta sul tubo del gas.
La fiamma raggiunge la temperatura anche di 1410 °C, pari a 1683.15 K, quando è ossidante, e si divide in diverse zone a seconda della temperatura: la base della fiamma che raggiunge i 300 °C, la zona di fusione (che si ritrova a circa 2/3 dell'altezza della fiamma) che raggiunge i 1410 °C.
Il becco Bunsen fu rivoluzionario perché  permette di cambiare la temperatura della fiamma in maniera veloce e pratica, e di indirizzarla verso l'alto.
Il becco di Bunsen trova impiego anche nell'esecuzione dei saggi alla fiamma.
Al giorno d'oggi il becco di Bunsen è stato sostituito in molti utilizzi da riscaldatori elettrici (a piastra o manicotto) che hanno il vantaggio di essere più sicuri e controllabili e di non emettere prodotti di combustione che potrebbero interagire con le reazioni in atto.

## Varianti
Esistono altri bruciatori a gas basati sullo stesso principio:
- il bruciatore di Teclu è un bruciatore a gas da laboratorio col tubo di aspirazione esteso verso il basso di forma conica;
- il bruciatore di Meker-Fisher è un bruciatore a gas da laboratorio ma il bruciatore ha un diametro maggiore per raggiungere una base di fiamma più larga.